# Natalia Maszerawa
Natalia Maszerawa (biał. Ната́льля Машэрава; ros. Наталья Петровна Машерова, Natalia Pietrowna Maszerowa; ur. 18 kwietnia 1945 w Wilejce) – białoruska polityk, wiceprzewodnicząca Zgromadzenia Parlamentarnego Związku Rosji i Białorusi (2000–2004). 
Z wykształcenia jest filologiem – ukończyła studia na Białoruskim Uniwersytecie Państwowym. Pracowała jako wykładowczyni, m.in. w Katedrze Rosyjskiej Literatury Sowieckiej Białoruskiego Uniwersytetu Państwowego, a także jako starszy pracownik naukowy Wydziału Skuteczności Pracy Ideologicznej Laboratorium Naukowo-Badawczego Badań Społecznych BUP. Pełniła obowiązki prezesa Białoruskiego Związku na rzecz Pomocy Ofiarom Awarii w Czarnobylu im. Piotra Maszerowa „Znicz”. Była redaktorką naczelną „Nowej Gazety Ludowej” oraz białorusko-rosyjskiego czasopisma „Znicz”. W 2000 została wybrana deputowaną do Izby Reprezentantów Zgromadzenia Narodowego Republiki Białorusi II kadencji w okręgu nr 102 – pokonała m.in. byłego premiera Michaiła Czyhira. Była przewodniczącą Komisji ds. Polityki Informacyjnej i Współpracy z Organizacjami Społecznymi oraz członkiem związku deputowanych „O związek Ukrainy, Białorusi i Rosji”. W latach 2000–2004 pełniła obowiązki wiceprzewodniczącej Zgromadzenia Parlamentarnego Związku Rosji i Białorusi. W 2001 roku pełniła w nim funkcję przewodniczącej Komisji ds. Polityki Informacyjnej i Współdziałania z Organizacjami Społecznymi. Komisja ta liczyła w tamtym czasie 8 członków.
Kandydowała w wyborach prezydenckich w 2001, jednak ostatecznie nie zebrała wystarczającej liczby podpisów w celu rejestracji. 
Jest córką I sekretarza KPB Piotra Maszeraua. Zamężna, ma syna i dwie córki.